# CodeMirror
CodeMirror — це компонент JavaScript, який забезпечує редактор коду в браузері. Він має багатий програмний API і зосереджений на розширюваності.

## Історія
Перша версія редактора була написана на початку 2007 року для консолі на сайті Eloquent JavaScript. Вперше код був упакований і випущений під назвою CodeMirror у травні 2007 року. Ця версія була заснована на функції браузерів contentEditable.
Наприкінці 2010 року проєкт Ace, ще один редактор коду на основі JavaScript, започаткував нові методи реалізації та продемонстрував, що навіть у JavaScript можна обробляти документи з багатьма тисячами рядків без погіршення продуктивності. Це привело до переписування CodeMirror за тими ж принципами. Результатом стала версія 2, яка більше не покладалася на contentEditable і значно покращила продуктивність.
Версію 6 було випущено у 2022 році. Бібліотека була розділена на колекцію пакетів, а основні пакети випускаються незалежно.